# Кей, Адам (писатель)
Адам Ричард Кей (англ. Adam Richard Kay, 12 июня 1980; Брайтон, Англия) — британский сценарист, лауреат премии BAFTA, писатель, комик, и бывший врач. Он наиболее известен как автор бестселлера «Будет больно» 2017 года. Среди его работ в качестве сценариста на телевидении «Будет больно» (на основе его одноимённых мемуаров), «Преступления», «Мальчики миссис Браун» и «Митчелл и Уэбб».

## Ранняя жизнь и образование
Адам Кей родился в английском Брайтоне в семье Стюарта и Наоми Кей и вырос в еврейской семье с ещё тремя детьми. Его отец был врачом, поэтому, со слов Адама, стать врачом было решением по умолчанию. Семья Кей родом из Польши, первоначальная фамилия Стрыковски (Strykowski).
Кей учился в Даличском колледже, который окончил в 1997 году, и Имперском колледже Лондона, где он изучал медицину и получил степень бакалавра медицины и хирургии (MBBS) в 2004 году. Во время учёбы в медицинской школе, Кей начал выступать в студенческом шоу, основал музыкально-комедийную группу «Amateur Transplants» (Любительские трансплантаты) и писал для BBC Radio 4.

## Карьера
Кей сначала изучал медицину, прежде чем заняться писательством.

### Медицина
Кей работал врачом с 2004 по 2010 год, оставив профессию после того, как кесарево сечение пациентки осложнилось не выявленным предлежанием плаценты. Будущую мать впоследствии перевели в отделение интенсивной терапии, а ребёнок родился мертворождённым, в результате чего у Кея развились симптомы посттравматического стрессового расстройства. Адам несколько лет работал младшим врачом по акушерству и гинекологии, писал учебники по этому предмету, прежде чем оставить медицину и заняться писательской карьерой.

### Музыка
Кей основал группу «Amateur Transplants». Их песня «London Underground», написанная на мелодию «Going Underground» группы «The Jam», приобрела значительную популярность в британском интернете в 2005 году.

### Писательство
Первая книга Кея «Будет больно», основанная на дневниках с его прежней работы врачом, была опубликована издательством Picador в сентябре 2017 года и мгновенно стала бестселлером The Sunday Times. Издание в мягкой обложке также мгновенно стало бестселлером номер один в The Sunday Times и занимало эту позицию более года, было продано более 2,5 миллионов экземпляров. Она была выбрана книгой года в Великобритании на Национальной книжной премии 2018 года. Книга была хорошо принята критиками, в том числе на литературных страницах журналов The Times, Financial Times, The Guardian и The Scotsman.
Помимо того, что «Будет больно», была названа книгой года, она также выиграла Национальную книжную премию в категориях «Научная книга года», «Новый писатель года» и «Книга года Книжного клуба». В 2017 году книга была удостоена наград «Дебютная книга года» по версии Blackwell's, «Юмористическая книга года» по версии The Sunday Times, а также «Научно-популярная книга года» и общего приза на церемонии Books Are My Bag Readers' Awards. Она была номинирована на премию «Научно-популярная книга года» на церемонии British Book Awards 2018 года, получила награду «Книга года» по версии журнала Esquire и была выбрана лучшей Книжным клубом Зои Болл. «Будет больно» была переведена на 28 языков, получив статус номер один на международном уровне. Это была вторая по популярности книга в Великобритании в 2018 году. 6 июля 2018 года BBC объявила, что Кей будет адаптировать «Будет больно» для телевидения как комедийную драму из семи эпизодов для BBC One. Сериал подготовила компания Sister Pictures, а Кей стал одним из исполнительных продюсеров. Первый эпизод одноимённого сериала вышел в эфир 8 февраля 2022 года.
Вторая книга Кея «Это была ночная смена перед Рождеством» вышла в октябре 2019 года.
Кей участвовал в создании таких шоу, как «Преступления», «Мальчики миссис Браун», «Дворняги», «Уотсон и Оливер», «Восхождение женщин», «Очень британские проблемы», «Плоский телевизор», «Наша бывшая жена», «Кто есть Америка?», «Митчелл и Уэбб» и «Ребёнок-гений».
В апреле 2020 года было объявлено, что Trapeze опубликует сборник личных историй о Национальной службе здравоохранения (NHS) под редакцией Кея. В книгу, озаглавленную «Дорогая NHS: 100 историй, чтобы сказать спасибо», включены письма таких звёзд, как Пол МакКартни, Луи Теру и Кейтлин Моран.
С 2020 года Кей написал и выпустил несколько детских книг.
В 2022 году Кей опубликовал книгу «Undoctored: История врача, у которого закончились пациенты».

### Выступления
Кей в течение шести лет собирал аншлаговые выступления на Эдинбургском фестивале Фриндж, а также проводил туры по Великобритании. Билеты на его концерт 2018 года «Будет больно» были полностью распроданы в Эдинбургском международном конференц-центре, крупнейшей площадке Эдинбурга — Фриндж и в театре Гаррик, а кульминацией стали два концерта в Hammersmith Apollo. Он регулярно выступает на культурных мероприятиях, включая Latitude Festival и Cheltenham Literature Festival. Кей выиграл премию «Лучшее музыкальное эстрадное исполнение» на церемонии вручения наград London Cabaret Awards 2014 года и был назван газетой Evening Standard одним из самых влиятельных людей Лондона.
Кей исполнял песни в радиошоу BBC Radio 4 «Сейчас Шоу» и появлялся в многочисленных телешоу, таких как «Час Расселла Ховарда» на Sky One, «Завтрак на BBC», «Лоррейн», «Пестон в воскресенье» и «8 из 10 кошек начинают обратный отсчёт».

### Книги
- 2017: «Будет больно» (This Is Going to Hurt)[4]
- 2019: «Это была ночная смена перед Рождеством» (Twas the Nightshift before Christmas) [31]
- 2020: «Дорогая НСЗ: 100 историй, чтобы сказать спасибо» (Dear NHS: 100 Stories to Say Thank You)[34]
- 2020: «Анатомия Кея: полное (и совершенно отвратительное) руководство по человеческому телу» (Kay's Anatomy: A Complete (and Completely Disgusting) Guide to the Human Body) — в соавторстве с Генри Пакером[36]
- 2021: «Чудесная медицина Кея: отвратительная и ужасная история человеческого тела» (Kay's Marvellous Medicine: A Gross and Gruesome History of the Human Body) — в соавторстве с Генри Пакером[37]
- 2022: «Undoctored: История врача, у которого закончились пациенты» (Undoctored: The Story of a Medic Who Ran Out of Patients)[39]
- 2023: «Блестящие мозги Кея» (Kay's Brilliant Brains) — в соавторстве с Генри Пакером[54]
- 2023: «Эми съедена» (Amy Gets Eaten) — в соавторстве с Генри Пакером[55]

## Личная жизнь
Кей — гей и был включён в список 50 самых влиятельных ЛГБТ-пользователей Twitter по версии Pink News. Адам вышел замуж за Джеймса Фаррелла в 2018 году и вместе у них двое детей от суррогатного материнства, о чём он объявил в июне 2023 года. Кей и его семья живут в Оксфордшире.